# Aphaenogaster inermita
Aphaenogaster inermita é uma espécie de inseto do gênero Aphaenogaster, pertencente à família Formicidae.